# Pogrom de Sumgait
O pogrom de Sumgait (também conhecido como massacre de Sumgait) teve lugar no final de fevereiro de 1988, no subúrbio industrial homônimo situado ao norte da capital do Azerbaijão, Baku, e está intimamente ligado ao movimento secessionista do Alto Carabaque - que acabaria por levar à guerra, entre armênios e azeris, em 1992.
A 22 de fevereiro de 1988 nas proximidades da vila de Askeran (em Alto Carabaque, na estrada que liga Agdam a Stepanakert), um confronto entre membros destes grupos terminou em violentos incidentes que deixaram cerca de 50 arménios feridos. Durante os combates, um polícia local, supostamente arménio, alvejou mortalmente dois jovens azeris. Dias depois, a 27 do mesmo mês, enquanto falava na televisão central de Baku, o delegado do ministério público soviético Alexander Katusev mencionou a nacionalidade dos feridos.

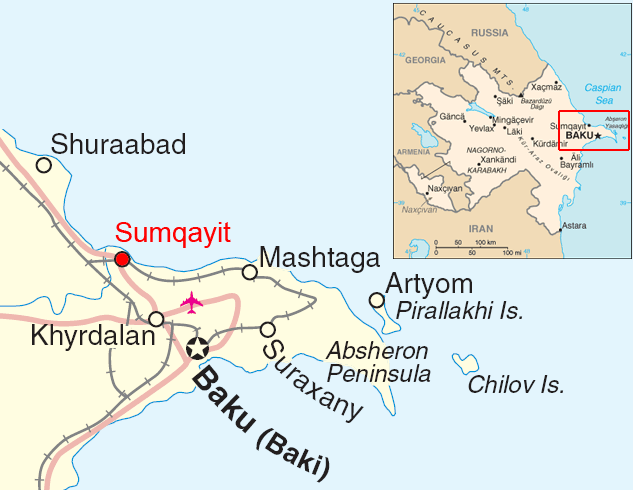
Sumgait (Sumqayit) localiza-se a cerca de 30 quilómetros a noroeste da capital do Azerbaijão Baku, junto ao Mar Cáspio.

O conflito de Askeran foi o prelúdio para os pogroms de Sumgait, onde os ânimos, já exaltados pelas notícias acerca da crise em Karabakh,  exaltaram-se ainda mais numa série de protestos iniciados a 27 de fevereiro. Falando em comício, refugiados azeris da vila arménia de Ghapan acusaram os arménios de "assassínios e atrocidades incluindo o rapto de mulheres a quem cortaram os seios". Posteriormente provou-se que estas alegações eram falsas e que muitos dos oradores eram afinal agentes provocadores. Poucas horas depois da intervenção, iniciou-se um pogrom dirigido contra os residentes arménios na cidade de Sumgait, situada a 25 quilómetros a norte de Baku, onde residia uma comunidade de aproximadamente 2 000 refugiados azeris provenientes da Arménia. Gangues azeris armadas  atacaram os bairros armênios, desencadeando uma caçada humana que durou dois dias e só esmoreceu após  a chegada das forças de segurança, no dia 28 de fevereiro, à noite. O resultado do pogrom foi a morte de 32 pessoas, de acordo com as estatísticas soviéticas oficiais. Os arménios foram espancados, violados e assassinados nas ruas e apartamentos em que viviam, durante três dias de violência que só terminaram quando as forças armadas da União Soviética entraram na cidade e, a 1º de março, conseguiram controlar a situação.
A forma como os arménios foram assassinados causou grande indignação aos seus compatriotas, que consideraram que o pogrom tinha sido avalizado pelas autoridades soviéticas, visando intimidar os membros do movimento de Alto Carabaque. A violência tornou a aumentar depois dos acontecimentos de Sumgait, até que Gorbachev decidiu finalmente intervir, enviando à Arménia tropas do Ministério do Interior, em setembro de 1988. Em outubro do ano seguinte, estimavam-se em mais de 100 as pessoas assassinadas desde que a ideia da unificação tinha nascido, em fevereiro de 1988. Todos estes eventos foram esquecidos temporariamente depois de um grande sismo - o sismo de Espitaque - ter assolado as cidades de Leninacã (atualmente Guiumri) e Espitaque, a 7 de dezembro de 1989, provocando a morte de mais de 25 000 pessoas.
As tentativas de Gorbachev para estabilizar a região revelaram-se infrutíferas, dada a intransigência de ambos os lados. Os arménios não se conformaram com a promessa do governo central de destinar 400 milhões de rublos para revitalizar a língua arménia, criando livros escolares e um canal de televisão para Karabakh, enquanto os azeris não estavam dispostos a ceder qualquer território à Armênia. Além do mais, os onze membros que compunham o recém-formado Comité de Karabakh (do qual participava o futuro presidente da Arménia, Levon Ter-Petrosyan) foram detidos por ordem do Kremlin durante o caos que seguiu ao terramoto. Essas ações polarizaram as relações entre Moscovo e os arménios, visto estes últimos terem perdido a sua fé em Gorbachev, condenando-o ainda mais pela má condução da ajuda às vítimas do terramoto e por sua falta de empenho em tratar a questão do Alto Carabaque.